# Думако (тропічний шторм)
Тропічний шторм «Думако» (англ. Tropical Storm Dumako) — слабкий тропічний циклон, який завдав помірної шкоди Мадагаскару. Четвертий названий шторм у сезоні циклонів у південно-західній частині Індійського океану 2021—2022 років, це був третій шторм, який обрушився на Мадагаскар у 2022 році після «Ани» та «Батсірай».

## Метеорологічна історія

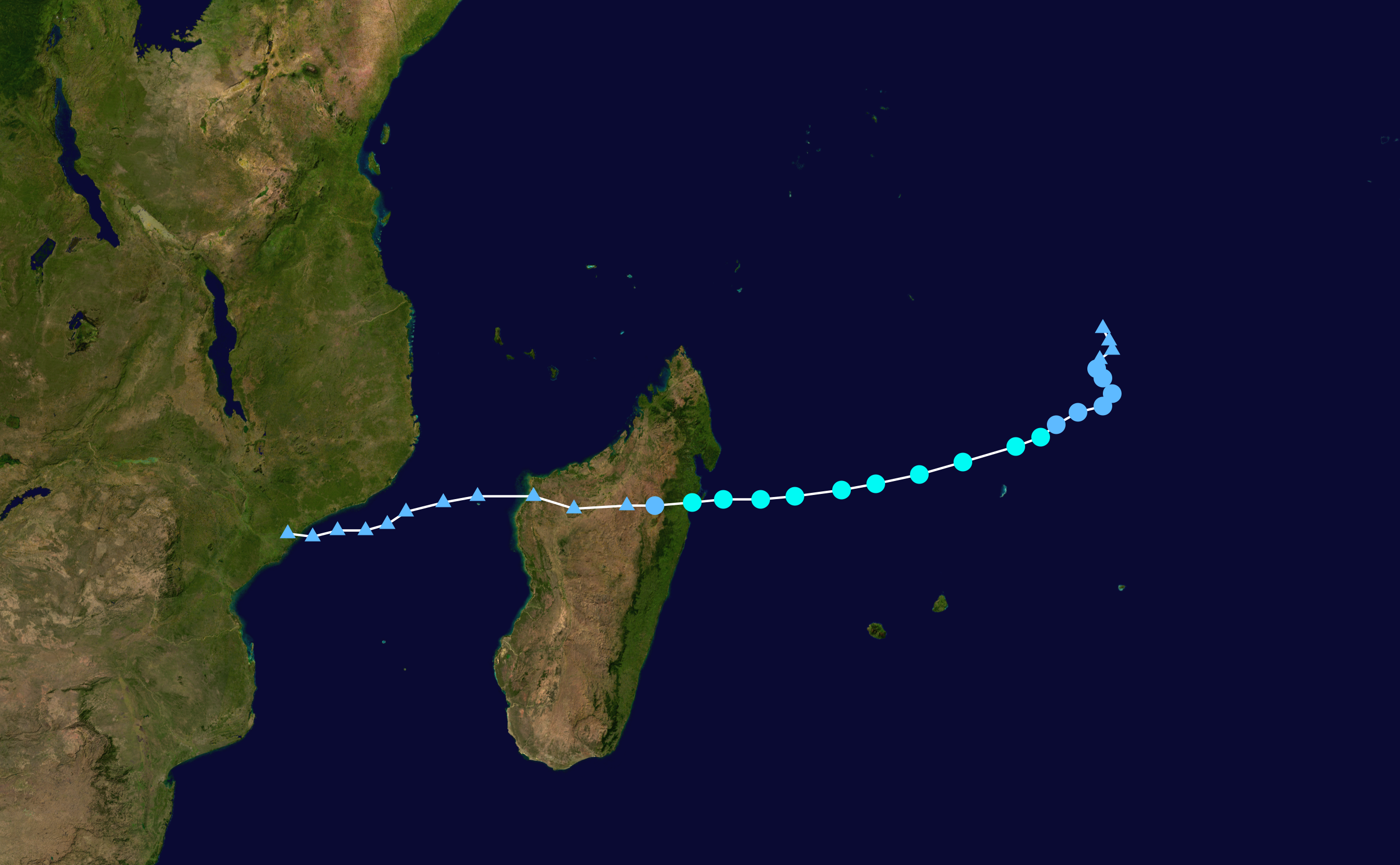
Карта шляху і інтенсивності Тропічного шторму Думако

10 лютого над центральною південною частиною Індійського океану утворилася зона погодних умов. Через день JTWC визнав його як Invest 94S. Того ж дня о 18:00 UTC MFR позначив систему як тропічне порушення. Через день MFR класифікував до тропічної депресії. JTWC видав попередження про формування тропічного циклону для цієї системи. 13 лютого JTWC розпізнала систему як тропічний циклон 12S о 06:00 UTC. О 18:00 UTC MFR оновив систему до помірного тропічного шторму та позначив його як Думако. Шторм продовжував посилюватися, і о 06:00 UTC 14 лютого Думако досяг свого піка інтенсивності як помірний тропічний шторм з максимальним 10-хвилинним постійним вітром 85 км/год (50 миль/год), максимальним 1-хвилинним постійним вітром 95 км/год (60 миль/год) і мінімальний центральний тиск 993 гПа. Близько 12:00 UTC Думако вийшов на сушу як помірний тропічний шторм біля острова Сент-Марі, Мадагаскар, зі швидкістю вітру 65 км/год (40 миль/год). Згодом через вплив суші шторм почав слабшати. Через кілька годин воно ослабло в тропічну депресію. Він увійшов у Мозамбіцький канал, перш ніж розсіятися 18 лютого.

## Наслідки

### Мадагаскар
Пошкоджено щонайменше 113 будинків, постраждали понад 5 тисяч осіб. Через повені на Мадагаскарі загинуло щонайменше 14 осіб, а 4323 людини були змушені переселитися.

### Мозамбік і Малаві
Сильний дощ був зафіксований на півдні Малаві і викликав повені в деяких районах. Місто Келімане зазнало повені, лінії електропередач були пошкоджені. 160 сімей було переміщено, а 30 гектарів (74 акри) посівів було знищено в окрузі Малема. У Мозамбіку та Малаві загиблих не було.